# Via Nova
A Via Nova, também referida como Geira e Via XVIII do Itinerário de Antonino, é uma estrada romana das mais bem conservadas da Península Ibérica e com o maior número de miliários (281) remanescentes, a qual ligava duas importantes cidades do noroeste da Ibéria: Bracara Augusta, atual cidade de Braga, em Portugal, antiga capital da província da Galécia, e Astúrica Augusta, atual Astorga, em Espanha, antiga capital do convento asturicense, num percurso de CCXV milhas (aproximadamente 318 quilómetros).

## História

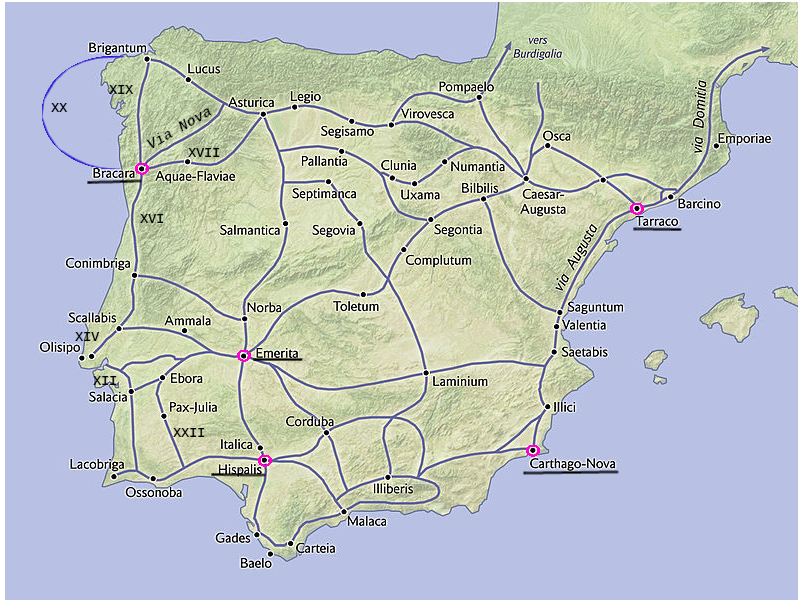
Vias romanas

A via foi inaugurada provavelmente no final do século I, por volta do ano 80, pelo governador da Hispânia Citerior Caio Calpetano Râncio Quirinal Valério Festo, sob a égide dos imperadores Vespasiano e de seu filho Tito.
O nome original da Via Nova (que pode ser lido em vários miliários que conservam esta inscrição) advém de já haver outra via que seguia também de "Bracara Augusta" para "Astúrica Augusta", tendo essa via primitiva, com mais milhas do que a Via Nova/Geira, sido catalogada como Via XVII no Itinerário de Antonino. Contudo o traçado era bastante diferente entre elas, porque a Via XVII contornava a Serra do Gerês seguindo por Aquae Flaviae (atual Chaves), enquanto que a Via Nova, ou Geira, passa entre a Serra Amarela e a Serra do Gerês pela Portela do Homem (750 m). 
Uma possível explicação para a construção dessa segunda via romana entre Braga e Astorga e o seu traçado original (no alto da Serra) é dada indiretamente por Domingos Silva, quando ele descreve as ruínas encontradas no alto da Vila de Caldelas (Amares) no monte do Castelo, duma torre de telégrafo romano:
| “ | No flanco, a poente da montanha de S. Pedro, num esporão cónico sobre a freguesia da Portela, encontram-se vestígios dum teléfono: torre quadrada, aberta na parte superior aos quatros ventos, postos semafóricos, com cujo encadeamento os Romanos conseguiram transmitir uma ordem da capital do Império ao ocidente peninsular em dois dias contando as noites, segundo Estrabão, por meio de matracas e fogo. | ” |

O desenvolvimento da cidade de Braga  e sua recente promoção jurídica em município terá obrigado os Romanos a ligá-la a Roma por meio duma linha de telégrafo, e por isso a construir uma nova estrada como meio suplente da linha telegráfica em caso de nevoeiro?
Seja qual for a principal motivação da sua construção, ela permitiu reforçar a rede viária na região, conferiu maior mobilidade aos exércitos, permitiu um reordenamento do território e possibilitou uma maior atividade mineira e transação de bens, sobretudo a circulação do ouro do Vale do Homem e das minas de Las Médulas. Assim a partir do século II, a Via Nova tornou-se uma das estradas mais importantes do interior da Galécia, ligando Bracara Augusta, uma importante cidade e centro económico, a 3 centros de média importância que eram Forum Gigurrorum, Forum Limicorum  e Forum Bibalorum mercados locais e centros de distribuição de mercadoria importada.

## Características
A Via Nova tem um traçado em diagonal que liga o triângulo político-administrativo e viário estabelecido por Augusto, com vértices nas três cidades: Bracara Augusta (Braga), Luco Augusto (Lugo) e Astúrica Augusta (Astorga).
A Geira iniciava-se em Bracara Augusta, Largo de São Francisco; Rua dos Chãos; Rua de São Vicente, dirigia-se para as margens do Cávado passando pelo lado oriental de Dume e Palmeira, entrava no concelho de Amares com a travessia do rio Cávado no Lugar da Ponte em Lago e seguia pelas localidade de Barreiros,  Carrazedo, Ferreiros, subindo depois por Caires, Paredes Secas e Seramil. Ao chegar ao lugar de Santa Cruz Souto, entrava no concelho de Terras de Bouro e no vale do Rio Homem. Neste concelho, a estrada encontra-se muito bem conservada ao nível do seu traçado e dos seus vestígios arqueológicos. Nas Terras de Bouro percorre as freguesias de Souto, Balança, Chorense, Vilar, Chamoim, Covide, Campo do Gerês e chega, por fim, à Portela do Homem, seguindo depois em território espanhol.
No itinerário de Antonino são citadas as seguintes etapas (mansões)  da Via Nova:

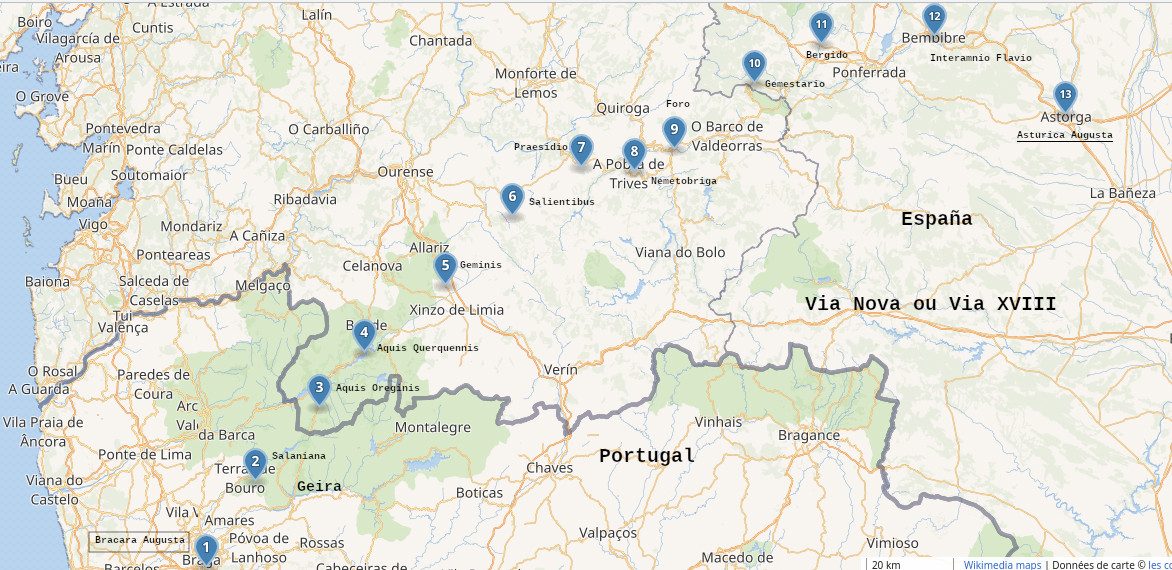
Via Nova

| Mansio                    | Milhas romanas entre cada (1 milha de 1480 m a 1850 m) | Povoações actuais                                                                                  |
| ------------------------- | ------------------------------------------------------ | -------------------------------------------------------------------------------------------------- |
| 1 Bracara Augusta         |                                                        | Braga (Portugal)                                                                                   |
| 2 Salaniana               | XXI                                                    | Lugar de Saim Chorense ou Lugar do Pontido Chamoim (milha XXII) (Portugal)                         |
| 3 Aquis Originis          | XVIII                                                  | Lugar do Covelo Baños de Rio Caldo (Lobios, Ourense)                                               |
| 4 Aquis Querquennis       | XIV                                                    | Castro de Rubiás (Ourense)                                                                         |
| 5 Geminas                 | XVI                                                    | Sandiás (Ourense)                                                                                  |
| 6 Salientibus             | XIX                                                    | Xinzo da Costa, (Ourense)                                                                          |
| 7 Praesídio (Praesidium)  | XVIII                                                  | Castro de San Martiño perto de San Pedro do Burgo, (Ourense)                                       |
| 8 Nemetóbriga             | XIII                                                   | Antes da ponte de Bibei, no Lugar da Quintá perto da Igreja de San Sebastián de Piñeiro, (Ourense) |
| 9 Foro (Forum gigurrorum) | XIX                                                    | Ponte da Cigarrosa, entre Petín e A Rúa, (Ourense)                                                 |
| 10 Gemestário             | XVIII                                                  | Cabarcos, (Leão)                                                                                   |
| 11 Castro Bérgido         | XIII                                                   | Castro Ventosa Cacabelos, (Leão)                                                                   |
| 12 Interâmnio Flávio      | XX                                                     | Nos arredores de Bembibre, San Román de Bembibre, (Leão)                                           |
| 13 Astúrica Augusta       | XXX                                                    | Astorga, (Leão)                                                                                    |

## O projeto de classificação como Património Mundial da Humanidade

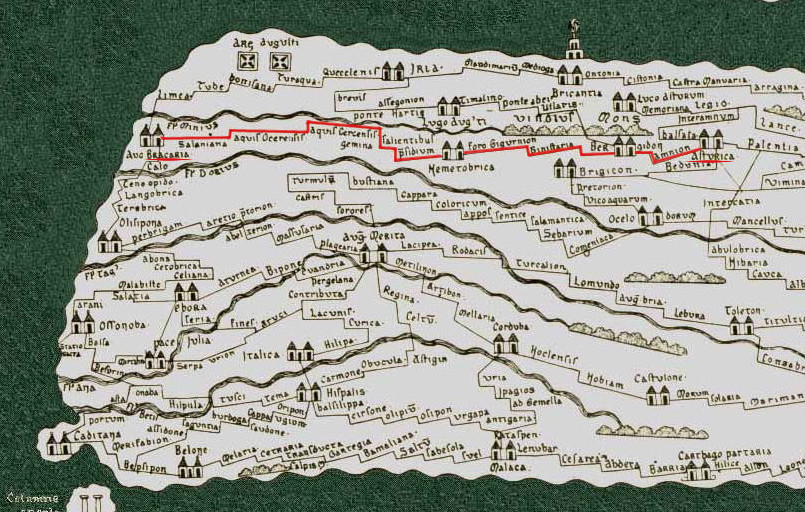
Tentativa de recriação da Tabula Peutingeriana por Konrad Miller em 1897 com a Via Nova

Em Terras de Bouro, os vestígios arqueológicos são abundantes: existem mais de 150 miliários, que assinalavam as milhas na via e davam a conhecer, ao viajante, a distância até à cidade mais próxima. Além dos miliários é possível vislumbrar vestígios das pontes romanas (sobre o Ribeiro da Maceira, Ribeira do Forno, Ribeiro de Monção e a Ponte de São Miguel, sobre o Rio Homem), calçadas com marcas de rodados, pedreiras de onde foram extraídos miliários e blocos de pedra para construir as pontes. Começam, também, a ser descobertos vestígios arqueológicos de pequenos povoados indígenas ou de apoio à construção da Via, que atestam a importância desta. Por essa via estar muito bem preservada, a Câmara Municipal de Terras de Bouro está a desenvolver, conjuntamente com dez outros parceiros, entre os quais se incluem municípios, universidades e regiões de turismo, um projecto de recuperação e valorização da Via Nova. Espera-se instruir, após as acções de recuperação, o processo de candidatura a Património Mundial da Humanidade. Esse conjunto arqueológico está inserido numa das mais belas paisagens europeias (zona classificada do Parque Nacional da Peneda Gerês).

## Monumentos Nacionais

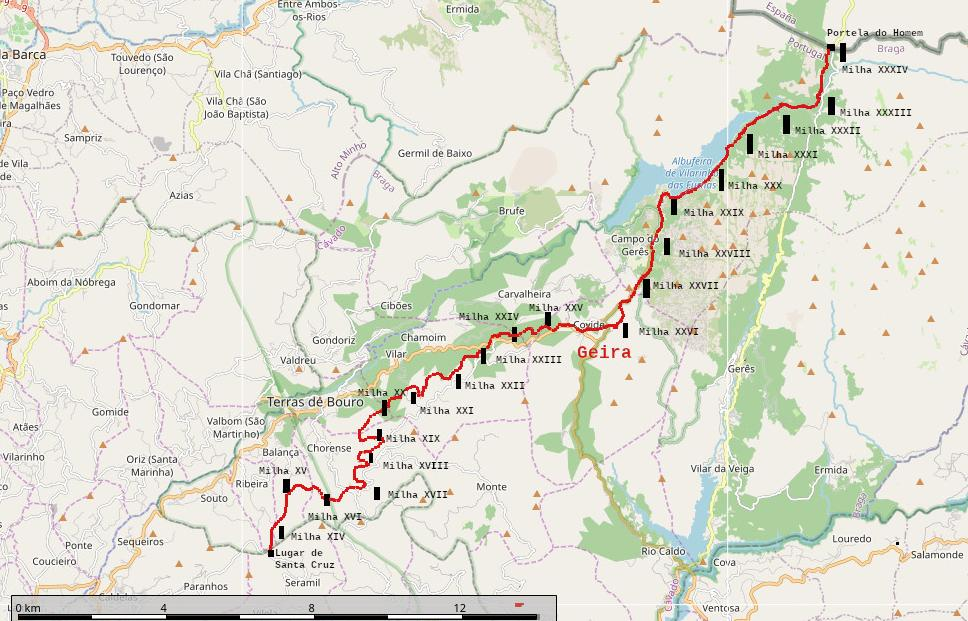
Mapa da Geira, classificada como Monumento Nacional em Portugal

- No município de Terras de Bouro, (da milha XIV (Lugar de Santa Cruz, Souto) à milha XXXIV (Albergaria), uma porção da Via Nova (Geira) encontra-se classificada como Monumento Nacional, desde 2013.[10]
- Marcos Marcos Miliários de Geira (Série Capela), em Balança, estão classificados como Monumento Nacional, desde 1910.[11]
- O cruzeiro de São João do Campo (Campo do Gerês) está classificado como Monumento Nacional, desde 1910. Encontra-se levantado num cruzamento de estradas da localidade e resulta do aproveitamento de um miliário romano erguido durante a governação do Imperador Décio (249-251), assinalando a milha XXVII da Via Nova. [12]

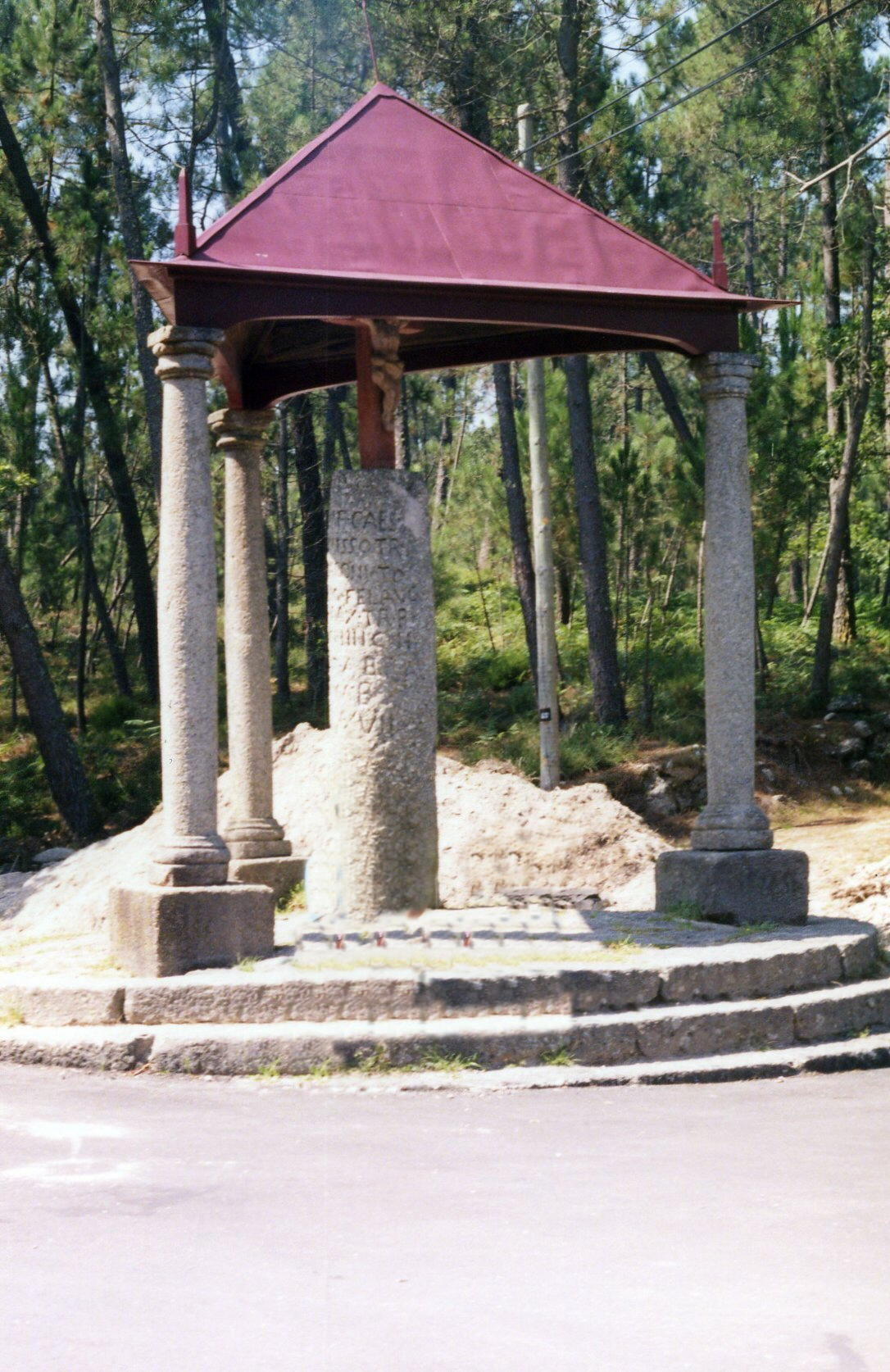
Cruzeiro - Marco miliário de Campo do Gerês